# San Diego (San Diego)
San Diego é uma cidade venezuelana, capital do município de San Diego.